# Агроинвестбанк
ОАО «Агроинвестбанк» — банк основанный в 1992 году, является одним из ведущих банков Таджикистана, с развитой сетью филиалов по всей стране. Уставный капитал Банка сформированфизическими и юридическими лицами — резидентами Республики Таджикистан, а также Европейским Банком Реконструкции и Развития.
Агроинвестбанк — универсальный банк, предоставляющий полный спектр банковских услуг физическим и юридическим лицам. Физическим лицам предлагаются различные формы денежных переводов, депозитные программы, безопасные операции и широкий выбор кредитов. На основе сотрудничества с юридическими лицами — внимание Банка сосредоточено на потребностях и индивидуальных отношениях клиентов, что приводит к развитию доверительного и взаимовыгодного сотрудничества.